# Astrosmash
Astrosmash (Astrosmash! sur l'écran titre, L'Astrosmash dans la version pour le Canada francophone) est un jeu vidéo développé et édité par Mattel Electronics, sorti en 1981 sur la console Intellivision. Il a ensuite été porté sur Atari 2600 sous le titre Astroblast, édité par M Network, et sur l'ordinateur personnel Aquarius.

## Système de jeu
Astrosmash reprend des éléments de jeu d'Asteroids, de Space Invaders, ou encore de Missile Command. Le joueur dirige un canon laser qu'il peut déplacer sur une ligne tout le long du bas de l'écran, représentant le sol. Il doit tirer pour se défendre d'un déluge de météorites, de bombes tournoyantes et de missiles téléguidés provoqué par des OVNIs. Les météorites sont de tailles différentes. Les petites sont détruites par un coup de laser. Les grandes peuvent être détruites du premier coup ou se scinder en deux petites, qui continuent à tomber vers le sol. Le canon laser est détruit s'il est touché par une météorite ou un missile ou si une bombe tournoyante touche le sol.

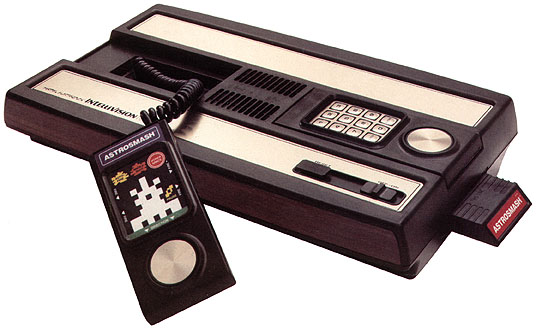
Une console Intellivision avec la cartouche de jeu Astrosmash, et son overlay inséré dans la première manette.

Le score augmente pour chaque objet détruit par le laser, mais diminue lorsqu'une météorite touche le sol. Le joueur a ainsi intérêt à ne viser une grosse météorite que lorsqu'il est sûr de pouvoir détruire les deux fragments qui pourraient en résulter, sous peine de perdre plus de points. Le niveau de jeu évolue par palier en fonction du score. La partie commence au niveau « 1X » et le niveau maximal « 6X » est atteint à partir de 100 000 points. La vitesse du jeu augmente elle aussi par palier, particulièrement lorsque le score franchit 100 000, 200 000, 500 000 puis 1 000 000 de points. À partir du niveau « 4X », un nouvel élément entre en jeu : un OVNI traverse épisodiquement le haut de l'écran de jeu, bombardant directement le canon du joueur.

## Développement
Astrosmash! est à l'origine conçu comme un clone du jeu d'arcade à succès Asteroids, programmé par John Sohl, et nommé Meteor!. Le jeu n'étant pas très gros, Sohl profite de l'espace supplémentaire disponible sur la cartouche pour ajouter une variante, Avalanche!, utilisant les mêmes graphismes et effets sonores.
Juste avant la mise en fabrication du jeu, Mattel préfère annuler Meteor! par peur de poursuites d'Atari. Pour ne pas risquer d'introduire des bogues en supprimant du code, Sohl ajoute un saut lançant directement la variante Avalanche! depuis l'écran de titre. Le résultat est publié sous le titre Astrosmash. Meteor! reste donc présent sur la cartouche, mais n'est pas exécuté... sauf à l'occasion d'un bogue, très rare, qui se produit lorsqu'on appuie sur le bouton Reset de la console.
Les illustrations du packaging sont de Jerrol Richardson.
Le portage Atari 2600 est programmé par Hal Finney chez APh Technological Consulting.

## Accueil
Le titre est l'un des plus populaire de l'Intellivision, et remplace Las Vegas Poker & Blackjack dans les paquetages de la console à partir de 1982. Il devient ainsi un des plus vendus de la console Intellivision, avec 984 900 unités écoulées au 4 juin 1983,, et la plus vendue des productions internes des Blue Sky Rangers de Mattel Electronics (Las Vegas Poker and Blackjack et Major League Baseball ayant été développés par APh). À la fin des années 1990, le nombre d'exemplaires vendus est estimé à près de 2 millions.
Electronic Games souligne la pauvreté des effets sonores et des graphismes passables.
Selon Breitt Weiss, la version Atari 2600, Astroblast, est moins belle graphiquement, mais sa jouabilité au paddle la rend plus rapide et plus amusante que l'originale.

### Astrosmash Shootoff

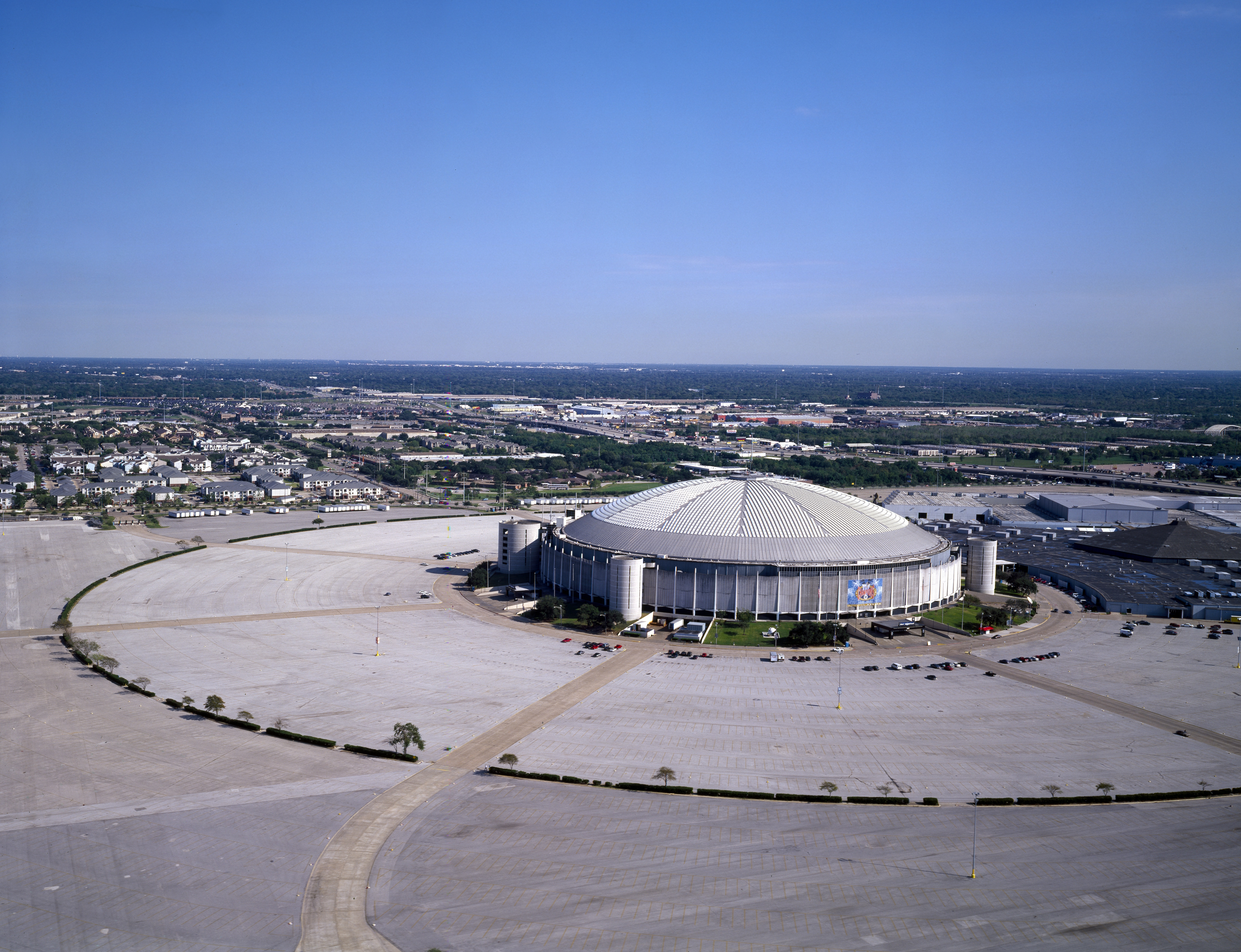
L'Astrodome de Houston, cadre de la compétition sur le thème de l'espace.

En 1982, à la suite du succès de quelques tournois caritatifs locaux, Mattel décide organise un grand concours national promotionnel nommé Astrosmash Shootoff. Les joueurs américains sont invités à envoyer une photo de l'écran de télévision montrant leur meilleur score sur Astrosmash, pour participer à cette compétition dotée de plus de 100 000 dollars de prix. Plus de 16 000 photos sont ainsi reçues par le service marketing de Mattel, ce qui met en lumière quelques problèmes. D'une part, bien qu'Astrosmash semble adapté à la compétition, avec un « potentiel de score illimité » annoncé dans le manuel d'utilisation, un bogue se produit lorsque le score dépasse 9 999 999 points, entrainant plusieurs glitchs et affichant des lettres ou des caractères à la place du score. Mattel doit donc déchiffrer les plus gros scores avec une table de correspondance. D'autre part, la console Intellivision comprend dans son système d'exploitation une fonction permettant de choisir la vitesse d'un jeu au démarrage, en appuyant sur les touches « 1 », « 2 » ou « 3 » de la manette. Il est impossible de distinguer les scores obtenus de manière régulière de ceux réalisés lors une partie au ralenti. Aussi, au-lieu des 16 finalistes initialement prévus, ce sont 72 sélectionnés qui s'affrontent lors des phases finales, sur le thème de l'espace, qui se tiennent dans un hôtel près de l'Astrodome de Houston, les 11 et 12 septembre 1982, sur une variante chronométrée du jeu. Manuel Rodriguez, un jeune de 18 ans originaire de Stockton en Californie, l'emporte avec un score de 835 180 en une heure de jeu, et repart avec un chèque de 25 000 dollars. Ce Space Superbowl, comme ont pu le surnommer les journalistes, permit non seulement la promotion de l'Intellivision à l'échelon national, mais aussi d'augmenter la légitimité du jeu vidéo grâce à son rapprochement avec l'activité culturellement valorisée du sport professionnel, préfigurant ce qui est aujourd'hui devenu l'e-sport.

## Héritage

### Adaptations et rééditions
Par la suite, le jeu Space Hawk reprend le code source de la partie Meteor! d'Astrosmash et lui apporte suffisamment de modifications pour qu'il semble être plus qu'un simple clone d'Asteroids.
Le gameplay du jeu musical Melody Blaster, développé plus tard par Mattel Electronics pour le module ECS, est fortement inspiré d'Astrosmash. Les premiers catalogues Mattel le désignaient d'ailleurs sous le nom d'Astromusic.
Il existe une version obscène d'Astrosmash. Il s'agit, à l'origine, d'une plaisanterie des programmeurs de Mattel, à propos de la prononciation de l'expression « can't » par le module Intellivoice dans Tron: Solar Sailer, qui ressemble plus, selon eux, à « cunt » (mot d'argot désignant le vagin),. Leurs mémos signalant le problème restant sans réponse de leur hiérarchie, Keith Robinson et Gene Smith, pour illustrer leur propos, codent rapidement une reprise d'Astrosmash avec des graphismes modifiés (les ennemis devenant pilules contraceptives, stérilets, et autres spermicides) et l'écran titre de Space Spartans adapté pour annoncer fièrement, avec l'Intellivoice, « Space C*nt » (Le V*gin de l'espace). Pendant longtemps, cette version circule uniquement dans le cercle restreint des Blue Sky Rangers mais elle finit par fuiter et donner lieu, dans les années 2010, à une édition physique amateur.
Astrosmash est présent, émulé, dans la compilation Intellivision Lives! (en) sortie sur diverses plateformes, ainsi que dans A Collection of Classic Games from the Intellivision. Meteor est jouable dans la version PC/Mac de Intellivision Lives!.
En 2001 et 2002, THQ édite des adaptations Java d'Astrosmash, développées par Lavastorm (en), sur téléphones mobiles Motorola.
En 2003, le jeu est réécrit et intégré dans une série de consoles « direct to TV » produites par Techno Source (en), l'Intellivision 25 et l'Intellivision 10, . En 2005, sur l'Intellivision 10 2nd Edition, il bénéficie même d'une version améliorée, nommée Astrosmash 2, ajoutant notamment des bonus aux effets limités dans le temps : le « Freeze Ray » qui stoppe tous les objets tombant au sol, le « Super Shotgun » qui augmente la puissance et la portée du laser, le « Force Field » qui forme un bouclier autour du canon, et le « Repelling Shield » qui renvoie les météorites en l'air détruisant tout ce qu'elles touchent.
Le 24 mars 2010, Astrosmash fait partie des jeux disponibles au lancement du service Game Room (en) de Microsoft, accessible sur Xbox 360 et PC.
En septembre 2012, Intellivision Productions annonce l'arrivée sur le PlayStation Home d'Intellivision Gen2, regroupant trois jeux classiques de la console de jeu Intellivision, dont Astrosmash Gen2. L'équipe de développement les présente comme des « conversions améliorées mais complètement fidèles » aux originaux. En 2015, Retroaction Entertainment lance une campagne Kickstarter dans le but d'adapter ces trois titres modernisés sur PC et Mac. Toutefois, l'objectif de financement du projet n'est pas atteint.
Astrosmash fait partie des jeux intégrés dans la console Intellivision Flashback, sortie en 2014.
En 2021, la cartouche Intellivision Collection 1 porte douze titres de l'Intellivision, dont Astrosmash, sur les consoles Evercade (en).
Une version « repensée » multi-joueurs est d'abord annoncée en 2018 sur la future console Amico,. Après le report du lancement de la console, elle est finalement publiée sous forme de jeu pour téléphone mobile Android dans l'environnement Amico Home fin 2023.
Fin 2023, BBG Entertainment annonce avoir fait l'acquisition de la marque Astrosmash et des droits de portage de cette version Amico sur PC et consoles. Ces adaptations sortent le 12 octobre 2023 sur PC, Xbox One/Series X, Nintendo Switch et iOS.

### Dans la culture populaire
Les personnages geeks de Cisco Ramon, dans la première saison de Flash, et de Sheldon Cooper, dans plusieurs épisodes de The Big Bang Theory, portent un t-shirt Astrosmash.
Le poète italien Edoardo Sanguineti a dédié une de ses poésies (Il gatto lupesco 25) aux prouesses réalisées par sa fille sur Astrosmash, tandis que lui reste perplexe devant cette « orgie informatisée ».